# Cantonul Sains-Richaumont
Cantonul Sains-Richaumont este un canton din arondismentul Vervins, departamentul Aisne, regiunea Picardia, Franța.

## Comune
- Berlancourt
- Chevennes
- Colonfay
- Franqueville
- Le Hérie-la-Viéville
- Housset
- Landifay-et-Bertaignemont
- Lemé
- Marfontaine
- Monceau-le-Neuf-et-Faucouzy
- La Neuville-Housset
- Puisieux-et-Clanlieu
- Rougeries
- Sains-Richaumont (reședință)
- Saint-Gobert
- Saint-Pierre-lès-Franqueville
- Le Sourd
- Voharies
- Wiège-Faty